# Livius (släkt)
Livius var namnet på en inflytelserik familj i det romerska riket. Den kvinnliga formen av namnet är Livia. Familjen var plebejiskt ursprung, men växte i inflytande under mitten och senrepubliken. 
Familjen hade 8 konsulskap, 2 censorämbeten, 3 triumfer, liksom diktatorsämbete och Magister equitum.[källa behövs]

## Personer med namnet Livius
- Titus Livius (59 f.Kr–17 e.Kr.), romersk historieskrivare
- Livius Andronicus (aktiv 272 f.Kr.), romersk skald av grekiskt ursprung
- Marcus Livius Drusus (tribun) (aktiv 81 f.Kr.), romersk politiker